# 長白山空港
長白山空港(ちょうはくさんくうこう)は中華人民共和国吉林省白山市撫松県松江河鎮にある空港である。空港は白山市中心部から東に153kmの場所に位置し、名前の由来となった長白山（白頭山）からは西景区まで15km、北景区まで120km、南景区まで135kmの場所に位置している。

## 概要
長白山空港の建設は国家民航局と吉林省の共同事業で、総事業費5億5千万元をかけて行われた。その結果、長白山空港は2008年8月3日に開港し、同日の午前に長春よりCZ6511便が飛来、この便が長白山空港最初のフライトとなった。
完成した長白山空港のターミナルビルの総面積は約8690平方メートルである。また、ターミナルにはボーディングブリッジが2箇所と駐機スペースが6箇所あり、B737やA320などの小型旅客機に対応している。
空港が建設された目的は、満洲民族や朝鮮民族の聖地であり、内外からの観光客が多い長白山一帯の観光資源開発と、長白山地域への2018年冬季オリンピックの招致計画があったためである。

## 就航路線

### 国内線
| 航空会社                                | 就航地                         |
| --------------------------------------- | ------------------------------ |
| 中国南方航空                            | 北京（首都）、長春、延吉       |
| 中国南方航空 （チャーター便として運航） | 上海（虹橋）、深圳、大連、瀋陽 |
| 春秋航空                                | 上海（浦東）                   |

## 脚註
1. ↑  “中国「２０１８年冬期五輪白頭山に誘致”. 中央日報 (2006年9月5日). 2012年7月9日時点のオリジナルよりアーカイブ。2022年4月27日閲覧。
2. ↑  “北朝鮮との国境にアジア最大級のスキー場オープン！―吉林省”. ライブドアニュース (2009年1月13日). 2012年7月19日時点のオリジナルよりアーカイブ。2022年4月27日閲覧。